# Jüdische Gemeinde Rhens

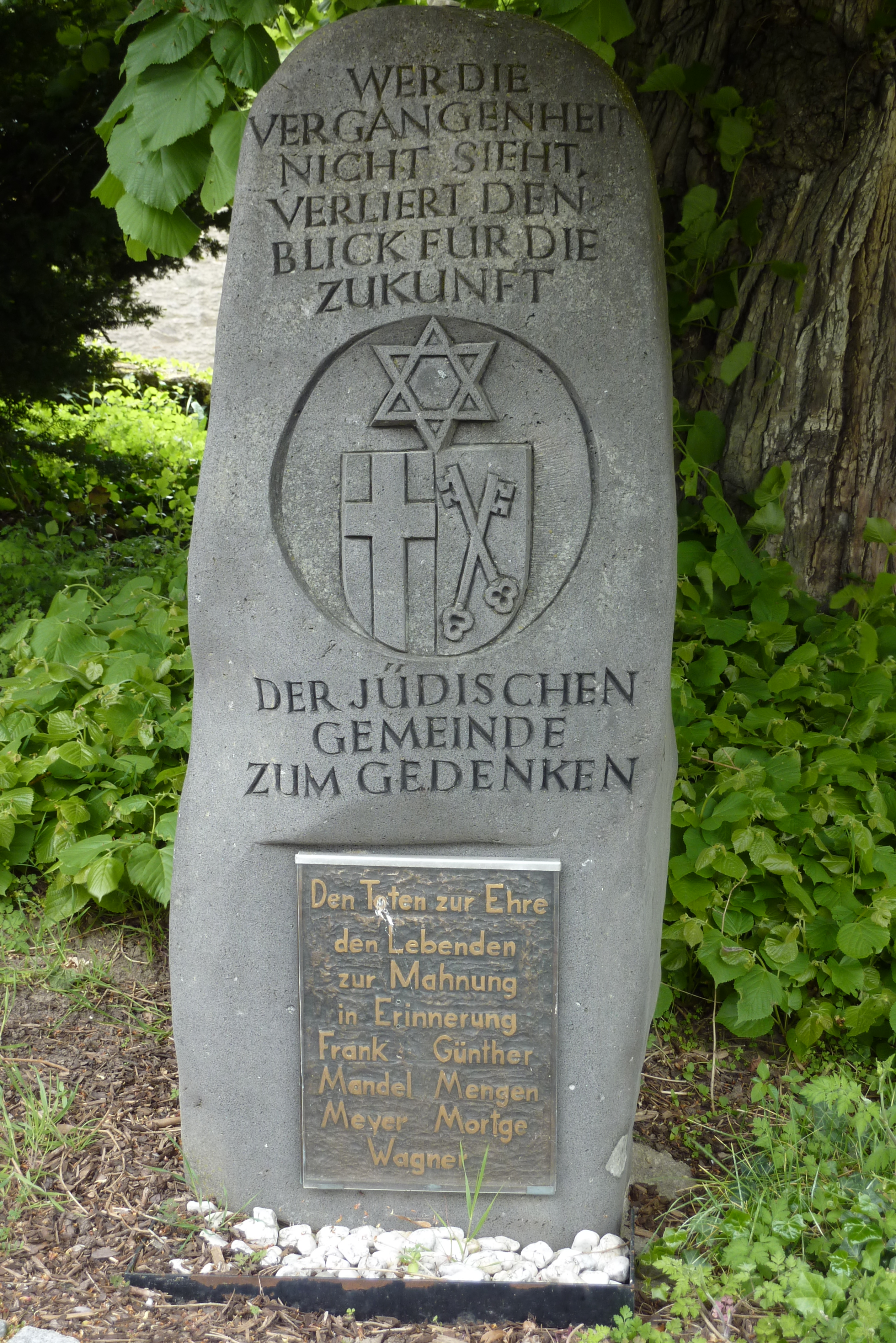
Gedenkstein zur Erinnerung an die jüdische Gemeinde in Rhens

Eine Jüdische Gemeinde in Rhens, einer Stadt im Landkreis Mayen-Koblenz in Rheinland-Pfalz, bestand bereits im 15. Jahrhundert.

## Geschichte
Im Jahr 1441 wird erstmals ein jüdischer Einwohner genannt, der vom Geldverleih lebte. 1454/55 wurden Hermann und Philipp Boyssen von Waldeck durch den Kölner Erzbischof Dietrich II. von Moers zur Verantwortung gezogen, weil sie einen Juden aus Rhens beraubt hatten. Im 17. und 18. Jahrhundert werden immer wieder jüdische Einwohner der Stadt Rhens genannt.  
Die jüdische Gemeinde Rhens besaß eine Synagoge, eine jüdische Religionsschule, ein rituelles Bad (Mikwe) und einen Friedhof. Im 19. Jahrhundert war zeitweise ein Lehrer angestellt, der zugleich als Vorbeter und Schochet tätig war.
Um 1924 wurden 44 jüdische Einwohner gezählt. Es handelte sich um die folgenden Familien beziehungsweise Personen: Dr. med. Arthur Frank (seit 1922 Praxis in der Koblenzer Straße 14), Hugo Günther (Metzgerei, Hochstraße 27), Leopold Mängen (Polsterer, Langstraße 37), Clementine Mandel (Modistin, Josephstraße 11), Susanne Mandel (Putzgeschäft, Josephstraße 11), Alfred Mayer (Metzgerei, Hochstraße 28), Benno Mayer (Metzgerei, Neustraße 34), Bernhard Mayer (Spenglerei, Hochstraße 25), Gertrud Mayer (Witwe, Hochstraße 28), Bernhard Mortge (Kolonialwarenhandlung, Koblenzer Straße 1), Hermann Mortge (Kaufmann, Langstraße 7), Leopold Mortge (Privatier, Koblenzer Straße 1), Regina Mortge (Priv., Langstraße 7), Adolf Wagner (Viehhändler, Mainzer Straße 22), Karoline Wagner (Mainzer Straße 22). (aus: Alemannia Judaica)

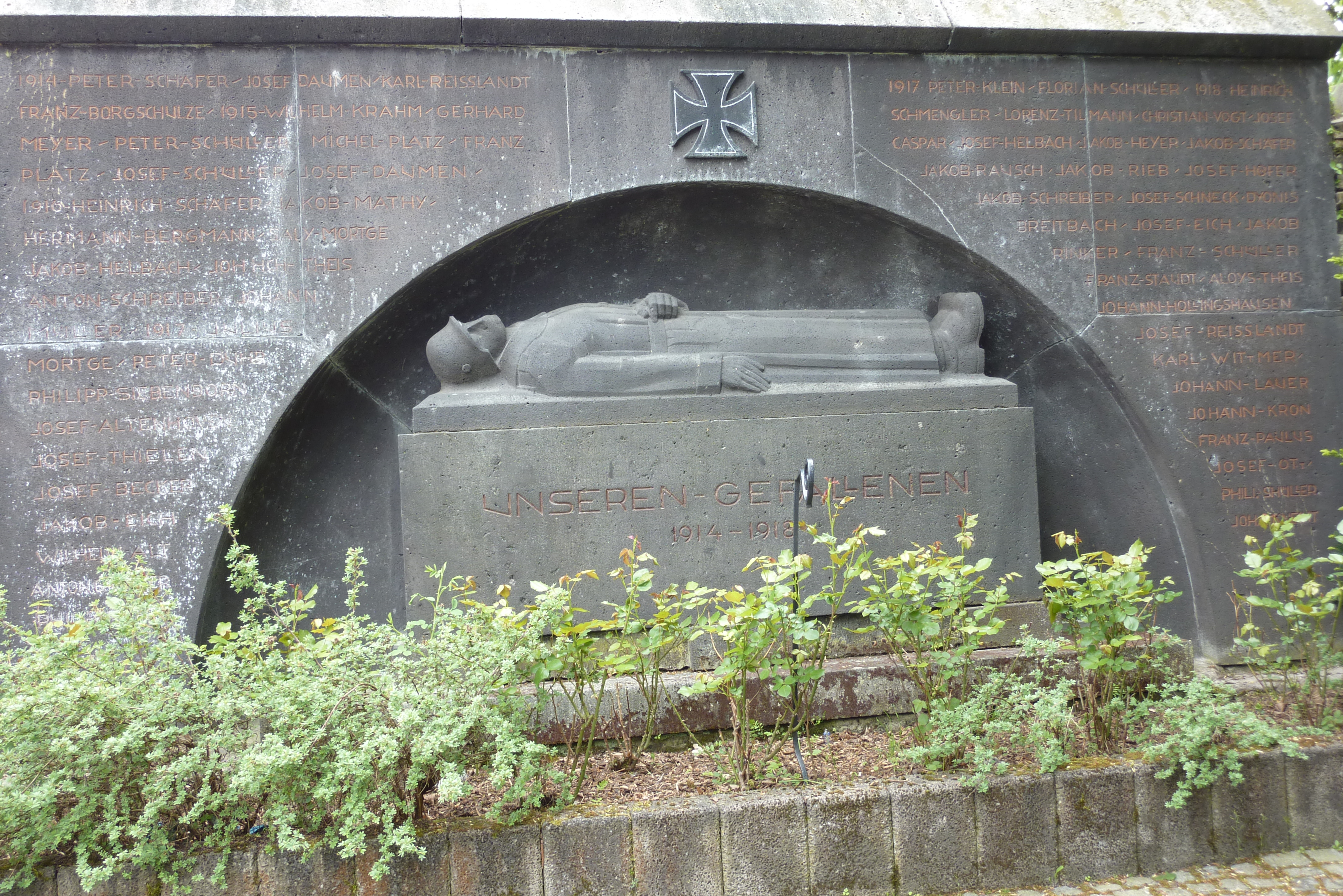
Kriegerdenkmal in Rhens mit den Namen von Sally und Julius Mortge

## Erster Weltkrieg
Im Ersten Weltkrieg fielen aus der jüdischen Gemeinde Rhens Karl Sally Mortge (geboren 4. Mai 1897 in Rhens, gefallen 1. September 1917) und Julius Mortge (geboren 6. Mai 1890 in Rhens, vor 1914 in Saarbrücken wohnhaft, gefallen 14. Januar 1918). Sie waren die Söhne von Hermann Mortge und Karoline geborene Kahn. Da sie 1929 nicht auf dem Kriegerdenkmal aufgeführt wurden, trat Hermann Mortge damals aus dem Kriegerverein aus. Erst nach 1945 wurden die Namen der beiden jüdischen Gefallenen auf dem Kriegerdenkmal eingetragen.

## Gemeindeentwicklung
| Jahr | Gemeindemitglieder |
| ---- | ------------------ |
| 1808 | 38 Personen        |
| 1847 | 74 Personen        |
| 1856 | 64 Personen        |
| 1895 | 44 Personen        |
| 1905 | 35 Personen        |
| 1926 | 40 Personen        |

## Zeit des Nationalsozialismus
In der Zeit des Nationalsozialismus sind alle jüdischen Einwohner auf Grund der Verfolgungsmaßnahmen weggezogen beziehungsweise ausgewandert. Die letzten verließen 1939 Rhens, nachdem beim Novemberpogrom 1938 die Synagoge und mehrere jüdische Wohnungen zerstört worden waren. 
Das Gedenkbuch des Bundesarchivs verzeichnet 12 in Rhens geborene jüdische Bürger, die dem Völkermord des nationalsozialistischen Regimes zum Opfer fielen.

## Gedenken
Im Jahr 1994  wurde ein Gedenkstein beim Kriegerdenkmal zur Erinnerung an die jüdische Gemeinde aufgestellt. Auf ihm sind die Namen der jüdischen Familien aufgeführt, die 1933 in Rhens wohnten. Die Inschrift des Gedenksteines lautet: Wer die Vergangenheit nicht sieht, verliert den Blick für die Zukunft. Der jüdischen Gemeinde zum Gedenken. Den Toten zur Ehre, den Lebenden zur Mahnung. In Erinnerung: Frank  Günther  Mandel  Mengert  Mayer  Mortge  Wagner.